# Breidenbach zu Breidenstein

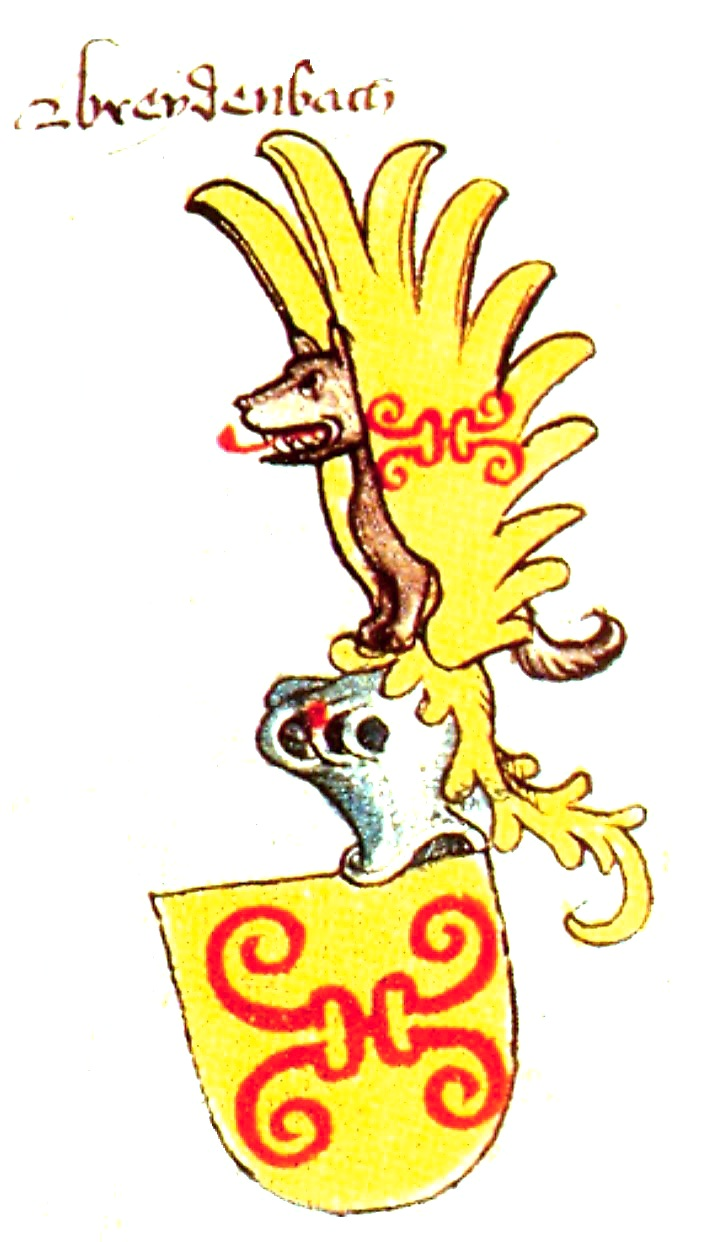
Stammwappen derer von Breidenbach zu Breidenstein, 1459

Die Breidenbach zu Breidenstein sind ein hessisches Uradelsgeschlecht, das 1146 erstmals urkundlich erwähnt wurde. Die sichere Stammreihe beginnt 1213 mit Gerlach von Breidenstein. Die Familie Breidenbach zu Breidenstein gehörte der mittelrheinischen Reichsritterschaft des Kantons Wetterau und der fränkischen Reichsritterschaft des Ritterkantons Rhön-Werra an. Sie ist heute noch Mitglied der Althessischen Ritterschaft.
Es besteht keine Stammverwandtschaft zu den Freiherrn Breidbach-Bürresheim.

## Geschichte

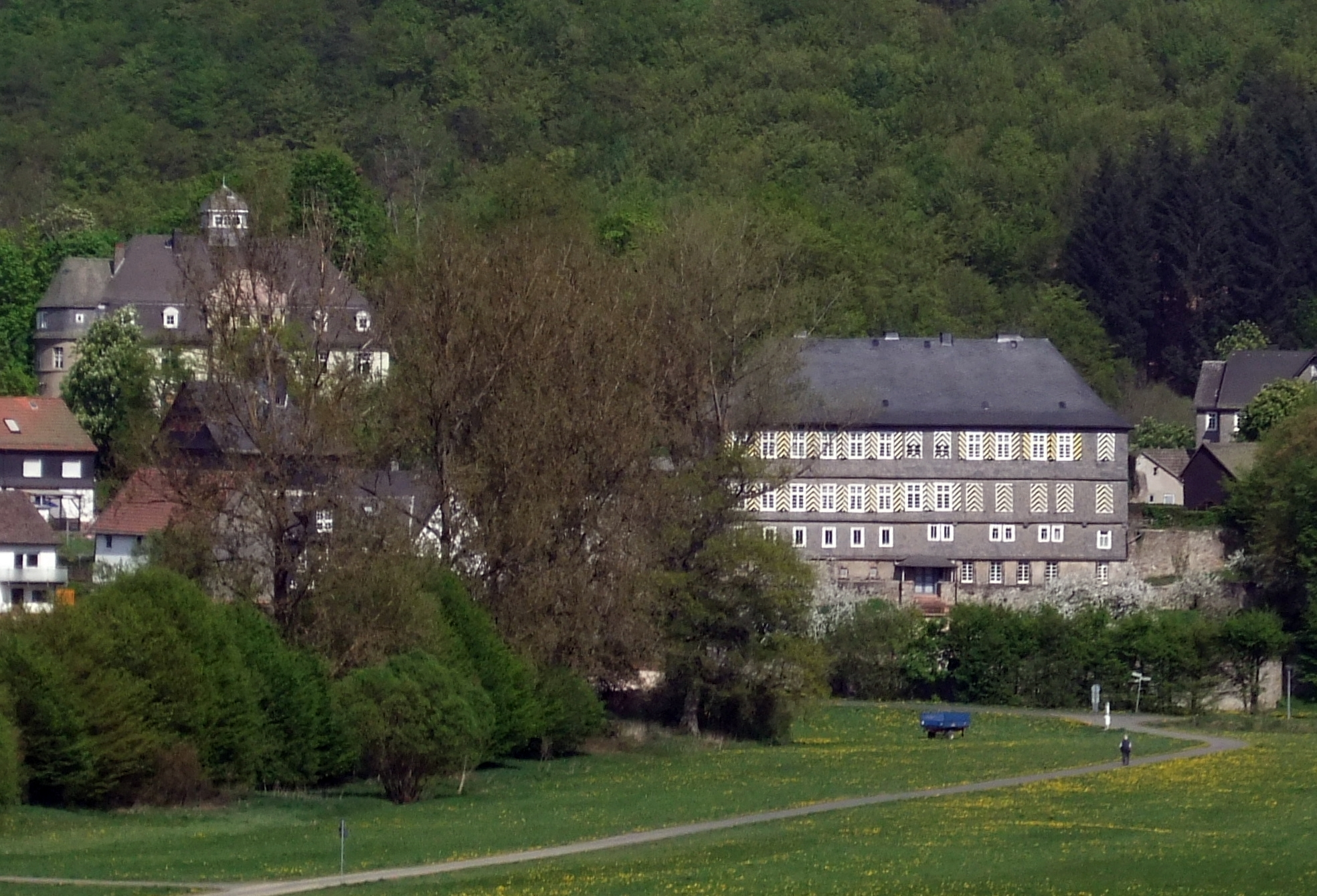
Neues Schloss (links) und Unteres Schloss Breidenstein (rechts)

Die Familie besaß die Grundherrschaften Breidenbach und Breidenstein. Während der Auseinandersetzungen zwischen Kurmainz und der Landgrafschaft Hessen im späten 13. Jahrhundert versuchte sie eine unabhängige Herrschaft zu errichten. Zu deren Sicherung erbaute sie die heute abgegangene Burg Breidenbach sowie Burgen in Breidenstein und beim Hof Rossebach (bei Breidenbach). 1304 wurden die Herren von Breidenbach hessische Burgmannen auf der Burg Biedenkopf. 1353 war die Familie Pfandnehmer der hessischen Ämter Marburg und Biedenkopf. Die heute nur noch als Ruine erhaltene Burg Breidenstein wurde zwischen 1387 und 1394 erbaut. In den Jahren 1712 bis 1714 erbaute die Familie das heutige Schloss Breidenstein und 1910 das Obere oder Neue Schloss.
Die von Breidenbach waren im 13. und 14. Jahrhundert unter anderen neben den Landgrafen von Hessen, den Grafen von Wittgenstein und denen von Nassau sowie den von Diedenshausen und den von Hohenfels im Grund Breidenbach begütert.
Jutta von Diedenshausen war eine Schwester Gerlachs von Diedenshausen und eine verwitwete von Breidenbach. Seitens von den von Diedenshausen erblich zugefallene Güter zu Wiesenbach und Breidenbach wurden urkundlich am 20. Mai 1395 dem Gerlach von Breidenbach abgetreten. Spätestens kurz vor 1605 hatten auch die Breidenbach ihr Wappen mit dem der ausgestorbenen von Diedenshausen vereint, wie in Johann Siebmachers Wappenbuch von 1605 zu sehen. Aber auch schon früher wurde das Wappen derer von Diedenshausen mit dem der von Breidenbach in einem Siegel dargestellt: nämlich im Siegel der Margarete von Breidenbach geb. von Diedenshausen, der Mutter des Hospitalstifters zu Biedenkopf. Es zeigt die Siegelführerin frontal in Ganzfigur stehend, rechts das Wappen ihrer Herkunftsfamilie von Diedenshausen und links das ihres Ehemannes haltend.
Seit dem ausgehenden 17. Jahrhundert war der Freiherrentitel gebräuchlich, der durch Großherzoglich-Hessisches Ministerialreskript von 11. September 1913 bestätigt wurde.

## Wappen
Das Stammwappen zeigt in Gold eine doppelte schwarze (oder rote) runde Wolfsangel oder vielmehr Maueranker. Die ältere Hauptlinie mit dem Namen von Breidenbach zu Breidenstein führte das Stammwappen des Geschlechtes, das ein schwarzes Wolfseisen in Gold zeigt. Der Schild mit dem roten Wolfseisen ist das Wappen der jüngeren Hauptlinie, den von Breidenbach genannt Breidenstein.
Später ist das Wappen zum Teil auch geviert und zeigt in 1 und 4 das Stammwappen, in 2 und 3 in Gold einen mit drei Kleeblättern belegten, blauen Mauerhaken (evtl. auch als vertikale Wolfsangel anzusehen; ausgestorbene von Diedenshausen). Auf dem Helm mit rechts blau-silbernen und links schwarz-goldenen Decken ein sitzender natürlicher Wolf zwischen offenem, geteiltem Flug, dessen vier Teile wie die Teile des Schildes bezeichnet sind.

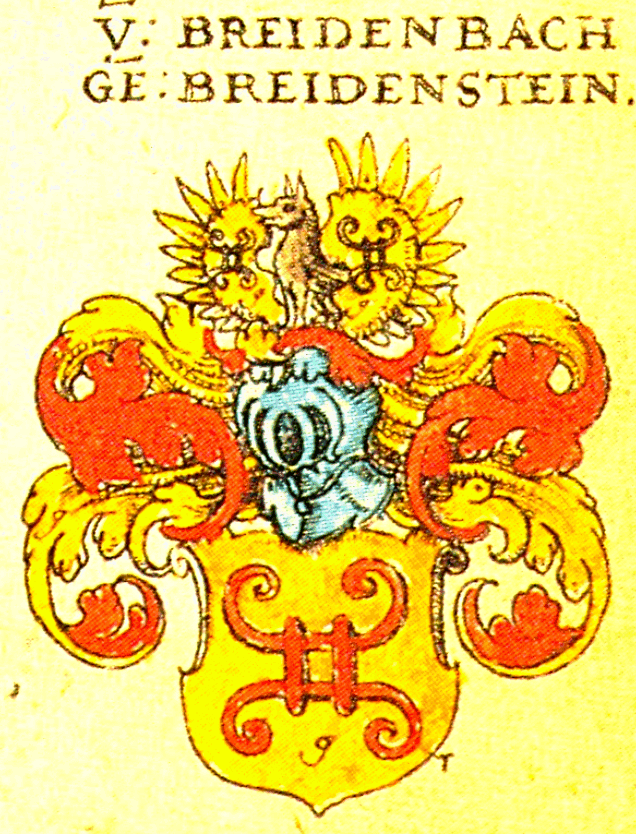
Wappen derer von Breidenbach genannt Breidenstein in Siebmachers Wappenbuch von 1605
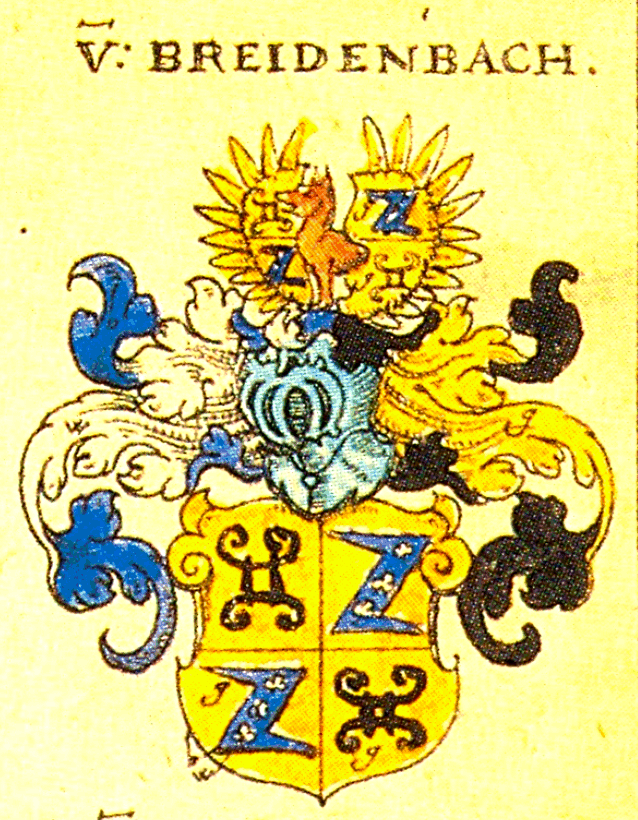
Wappen derer von Breidenbach in Siebmachers Wappenbuch von 1605
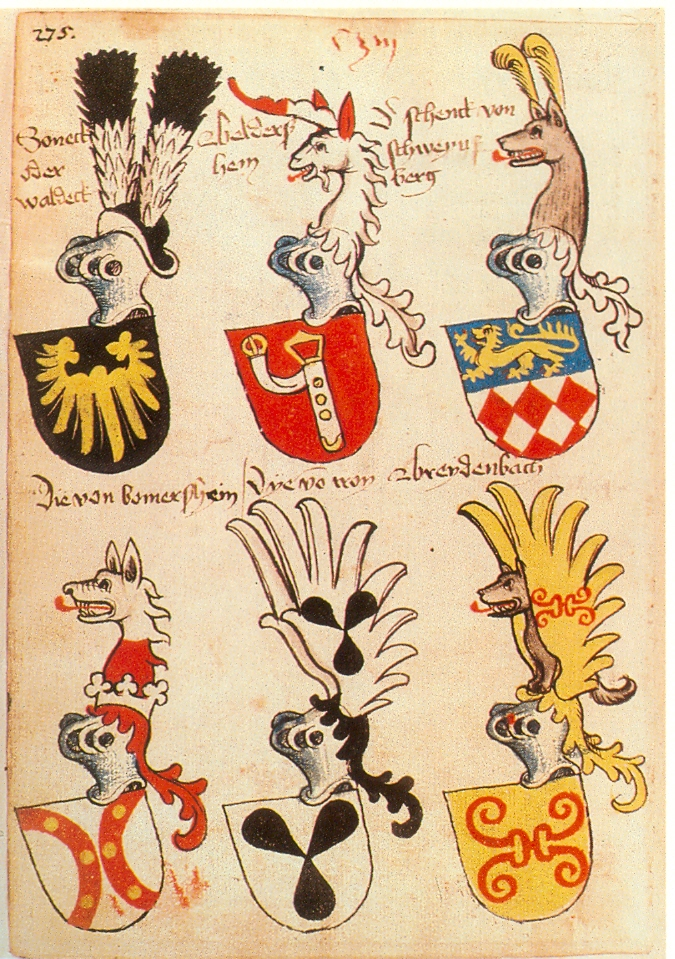
Wappen derer von Breidenbach im Ingeram-Codex von 1459
Wappen der Gemeinde Breidenbach
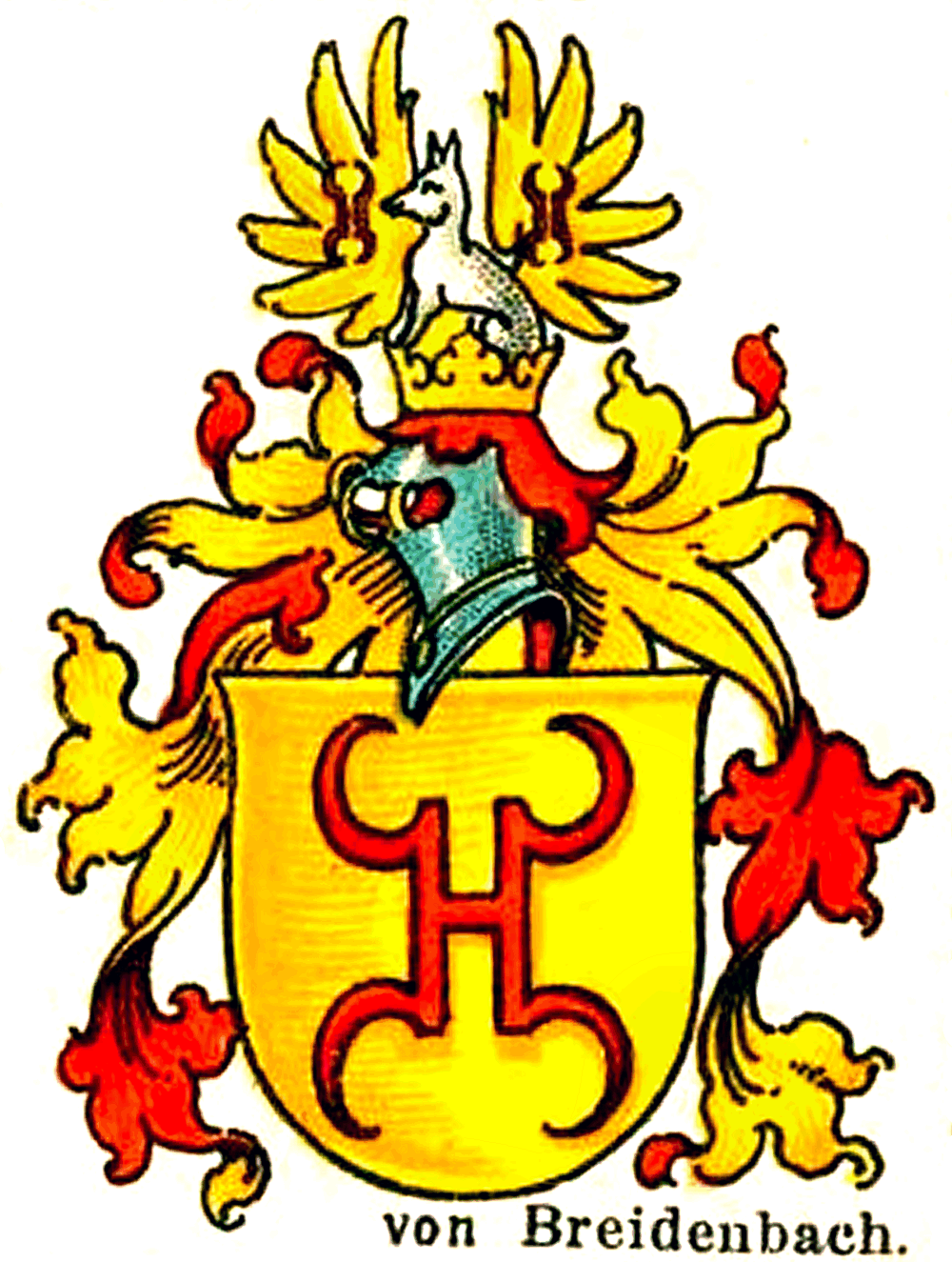
Stammwappen derer von Breidenbach genannt Breidenstein
Wappen der Gemeinde Breidenstein

## Bekannte Vertreter

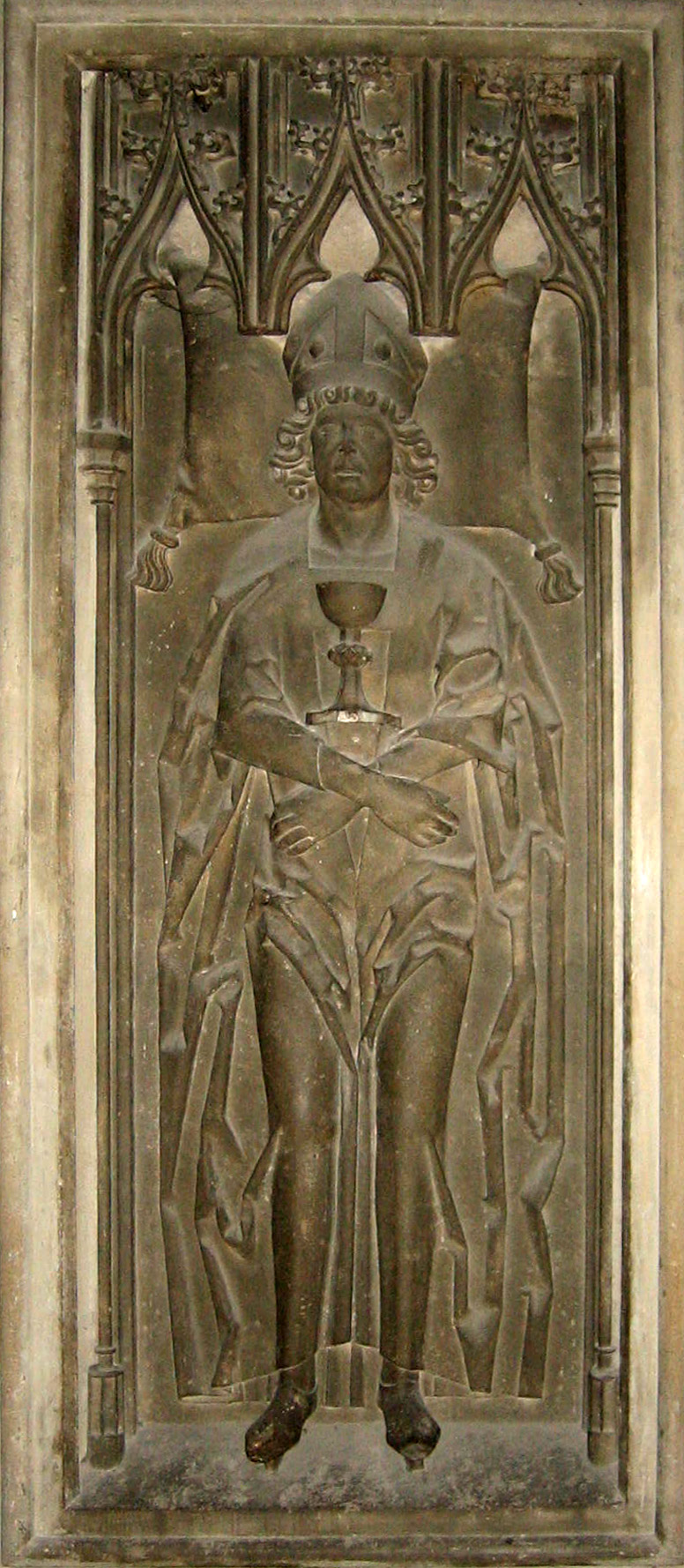
Grabplatte des Bernhard von Breidenbach (1440–1497), Domherr zu Mainz

- Bernhard von Breidenbach (1440–1497), Domherr in Mainz und Autor
- Georg Heinrich von Breidenbach zu Breidenstein († 1728), kurbraunschweigischer Generalmajor und Kommandant der Festung Hameln
- Georg von Breidenbach zu Breidenstein (1733–1784), Burgmann zu Friedberg, Hofrichter in Marburg
- Maximilian von Breidenbach zu Breidenstein (1707–1759), kurhannoverscher Generalmajor und Burgmann in Friedberg
- Ludwig Carl von Breidenbach zu Breidenstein (1714–1761), Burggraf der Burggrafschaft Friedberg und kurbraunschweigischer Generalleutnant
- Ernst Ludwig von Breidenbach zu Breidenstein († 1755), Burggraf der Burggrafschaft Friedberg
- Karl von Breidenbach zu Breidenstein (1751–1813),  Burggraf der Burggrafschaft Friedberg und Obervorsteher der Althessischen Ritterschaft
- Friedrich von Breidenbach zu Breidenstein (1781–1856), Gutsbesitzer und Abgeordneter der Landstände des Großherzogtums Hessen
- Carl Breidenbach zu Breidenstein (1789–1847), Abgeordneter der zweiten Kammer der hessischen Landstände 1820–1847
- Bernhard Freiherr von Breidenbach zu Breidenstein (1938–2019), Generalsekretär a. D. des Hessischen Bauernverbandes